# Castell de Fontainebleau
El castell de Fontainebleau és un castell renaixentista al costat de la ciutat de Fontainebleau, al departament de Sena i Marne. És el més gran dels castells reials francesos i ha estat la casa dels sobirans de França des de Francesc I fins a Napoleó III. Diversos reis han deixat la seva empremta en la construcció i la història del castell. La ciutat de Fontainebleau ha crescut al voltant de la resta del Bosc de Fontainebleau, un anterior parc de cacera reial.
L'edifici s'estén al voltant d'una sèrie d'allotjaments però el més destacat és la façana oest construïda per Francesc I que s'obre sobre la monumental escala en forma de ferradura.
El castell introduïa a França l'estil manerista italià en la decoració d'interiors i jardins, i els transformava segons els gustos locals. De fet, l'estil manerista francès de decoració interior del segle xvi es coneix com a "Estil Fontainebleau" i combinava escultura, pintura, estuc, orfebreria en fusta i metall, i a l'exterior introdueix el jardí de parterre.
Des de 1981, està inscrit a la llista del patrimoni de la Humanitat de la UNESCO.

## Història

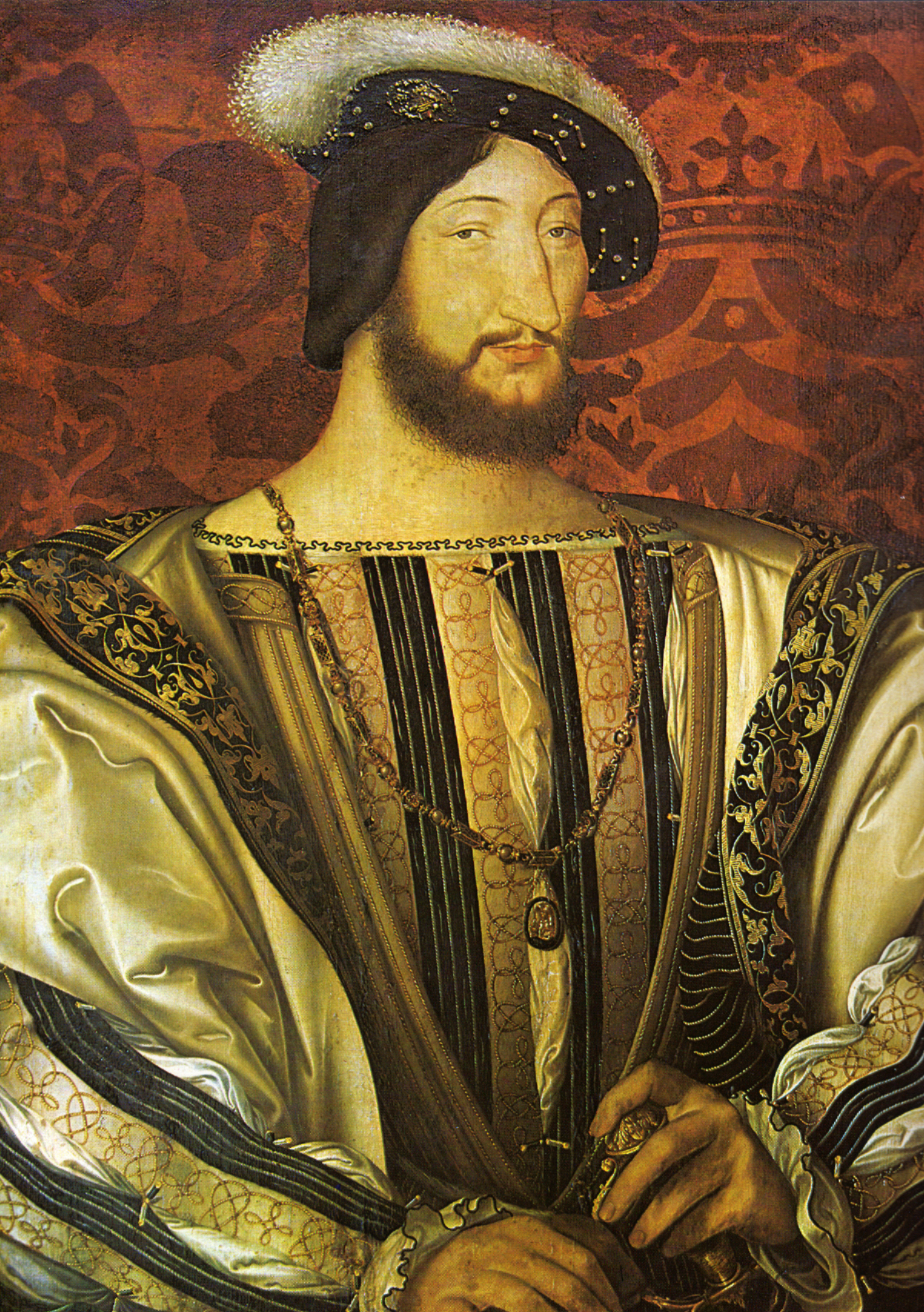
Francesc I, pintat per Jean Clouet el 1524

Una fortalesa és mencionada en aquest emplaçament per primera vegada el 1137 que més tard fou ampliada per Sant Lluís (1214-1270). Francesc I (1494-1547) decideix de fer edificar un castell d'estil Renaixement i fa enderrocar la precedent construcció, a excepció del donjon i el pati Oval, encarregant a artistes italians la construcció i decoració del seu palau. Francesc I ve a caçar a Fontainebleau, acompanyat per la seva cort i la seva mestra, Anne de Pisseleu duquessa d'Étampes.
El rei desitja fer de Fontainebleau una llar de l'art del Renaixement: col·lecciona objectes d'art, encarrega obres sobre la mitologia, fa portar antiguitats d'Itàlia, rep quadres de part del papa i fa venir motllos d'estàtues romanes per tal de colar els bronzes. Fontainebleau és a vegades anomenada la «Nova Roma» i la seva escola agafa anomenada a tota l'Europa occidental.

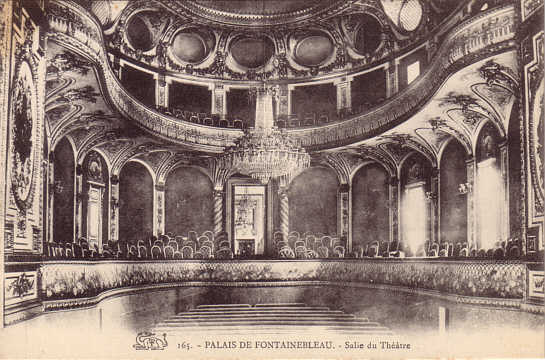
Teatre que feu construir Lluís XIV

El seu fill, el rei Enric II completa el castell amb una sala de ball i una capella, connectades a l'edifici per la famosa galeria de Francesc I, que conté la famosa salamandra, emblema del rei.
Més endavant, Enric IV amplia la casa amb diverses ales i amb la Porta de la Fe de Baptisme. Fa condicionar el pati d'oficis. Des d'aleshores, el palau podia acollir prop de mil persones. El rei hi va a jugar al joc de palma, en una sala especialment condicionada.
A Lluís XIV també li agradava anar a Fontainebleau i hi va fer construir un teatre. Lluís XV fa condicionar una sala d'espectacles que es va cremar el 1856.
Durant la Revolució Francesa, el palau va ser buidat del seu mobiliari i esdevé manera successiva una caserna i una presó.

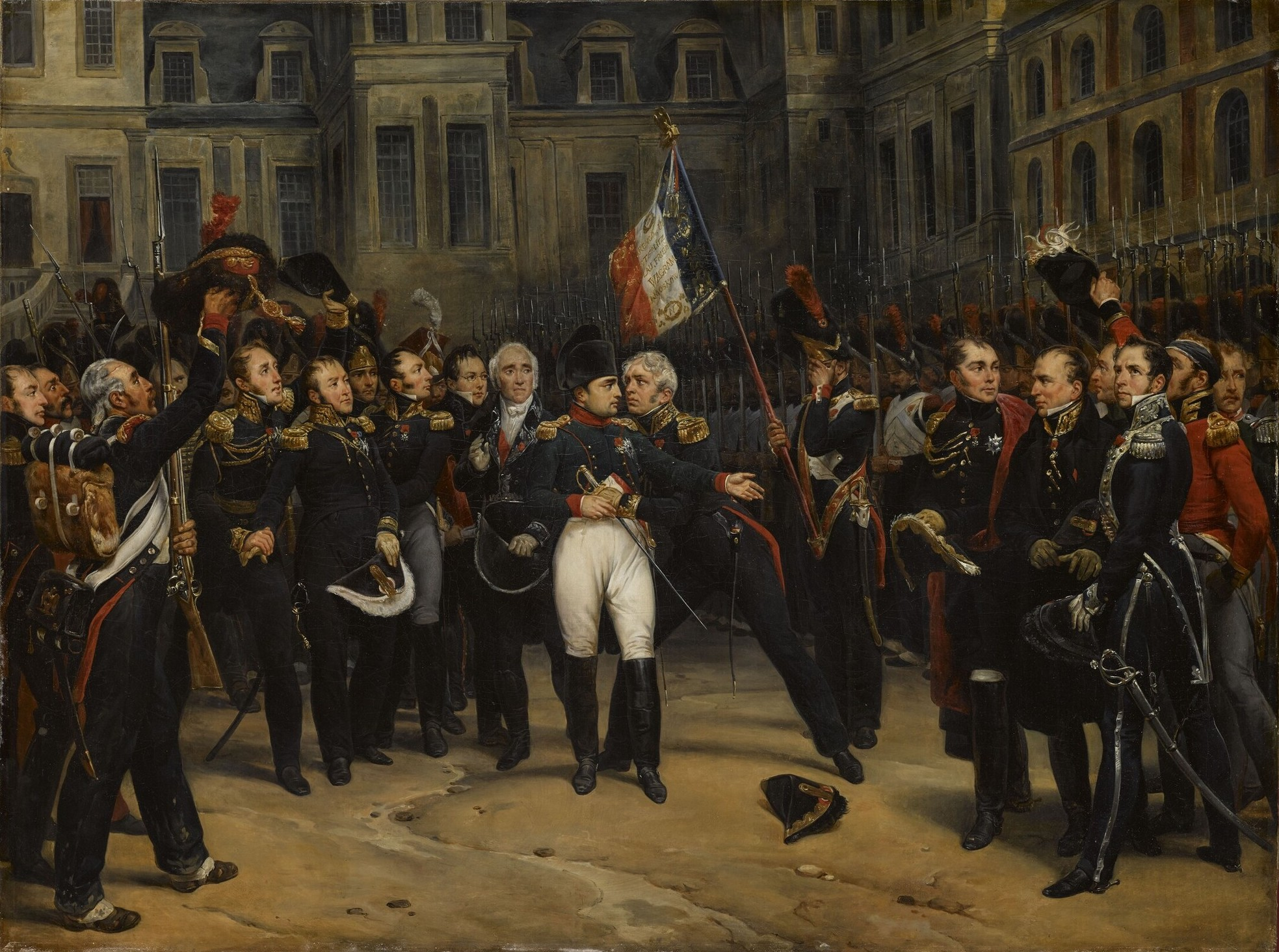
Els adéus de Fontainebleau pintat per Horace Vernet

Napoleó I fa reviure Fontainebleau a partir de 1804: el torna a moblar i hi fa anar la seva cort, per la qual fa condicionar 40 apartaments. Dos vespres per setmana, fa espectacles d'òpera i de teatre.
Però Fontainebleau és també un lloc de decisió política, com ho demostra la sala del tron i la biblioteca de treball de l'emperador. És en el palau on se signa el Tractat de Fontainebleau el 1762, pel qual el Regne de França cedeix al Regne d'Espanya la part occidental de la Louisiana, una de les colònies de la Nova França, a Amèrica del Nord, i també el lloc en què Napoleó I signa el seu acte d'abdicació el 1814 en un nou Tractat de Fontainebleau. Intenta enverinar-se, però no té l'efecte desitjat. El 20 d'abril dirigeix un discurs a la seva guàrdia al Pati dels Adéus, una escena que va ser il·lustrada pel quadre Els adéus de Fontainebleau pintat per Horace Vernet.

## L'interior del palau

### La galeria de Francesc I
Mesura aproximadament 60 m de longitud. El rei Francesc I la va fer edificar i decorar el 1528; en guardava les claus i la feia visitar als seus hostes importants. La galeria va ser confiada a l'italià Rosso Fiorentino que la va decorar de forma original amb pintures, revestiments i estucs. Arreu hi ha el monograma del rei; les pintures representen relats de la mitologia grecoromana i al·legories desconegudes. Una de les més cèlebres és la de l'elefant que porta la xifra reial.
L'aspecte de la galeria va ser profundament modificada per Lluís XVI: un edifici al costat d'aquesta ala va obturar totes les finestres que obrien sobre el jardí de Diana. 	

### La sala de ball

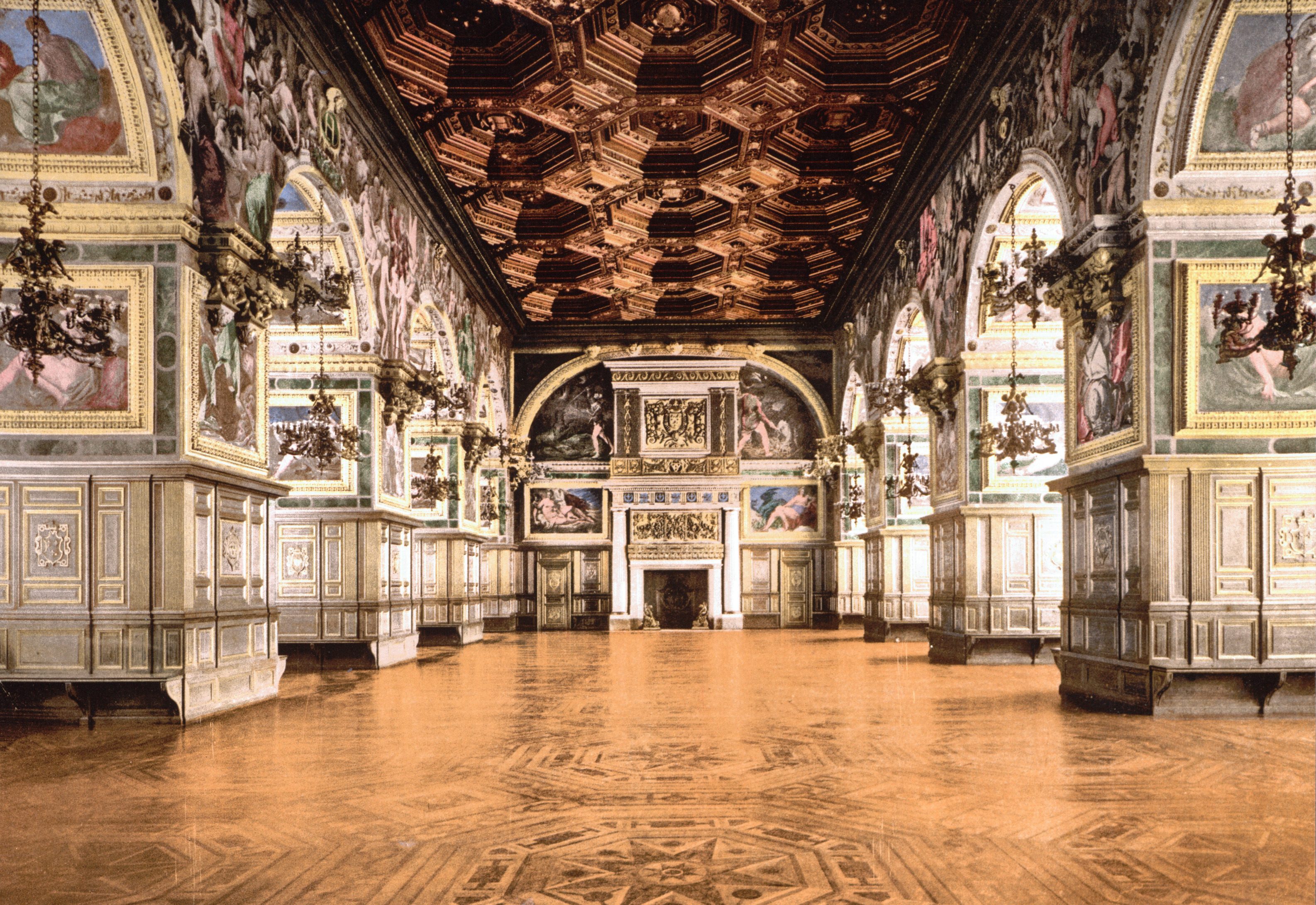
La sala de ball

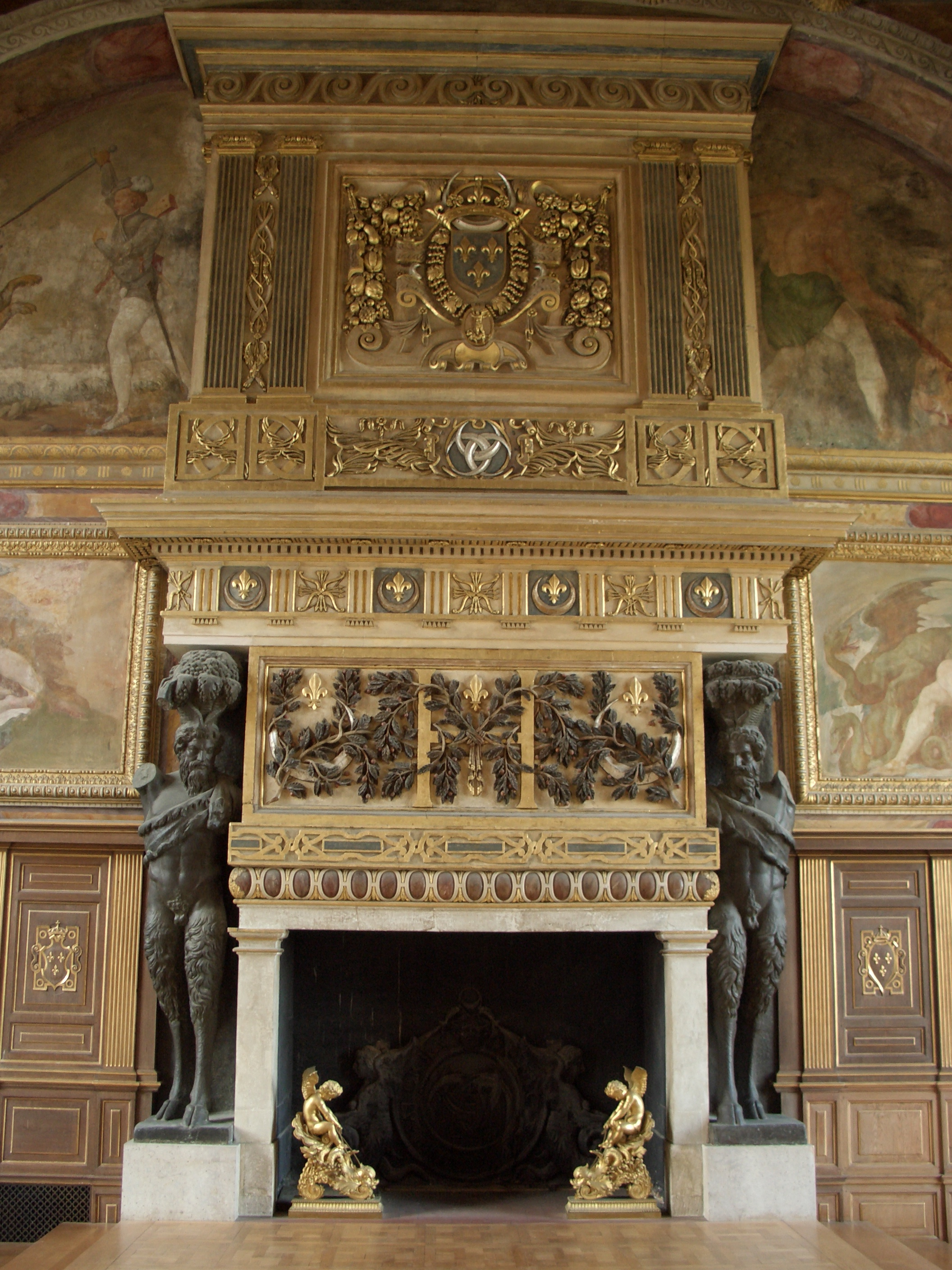
La xemeneia de la sala de ball

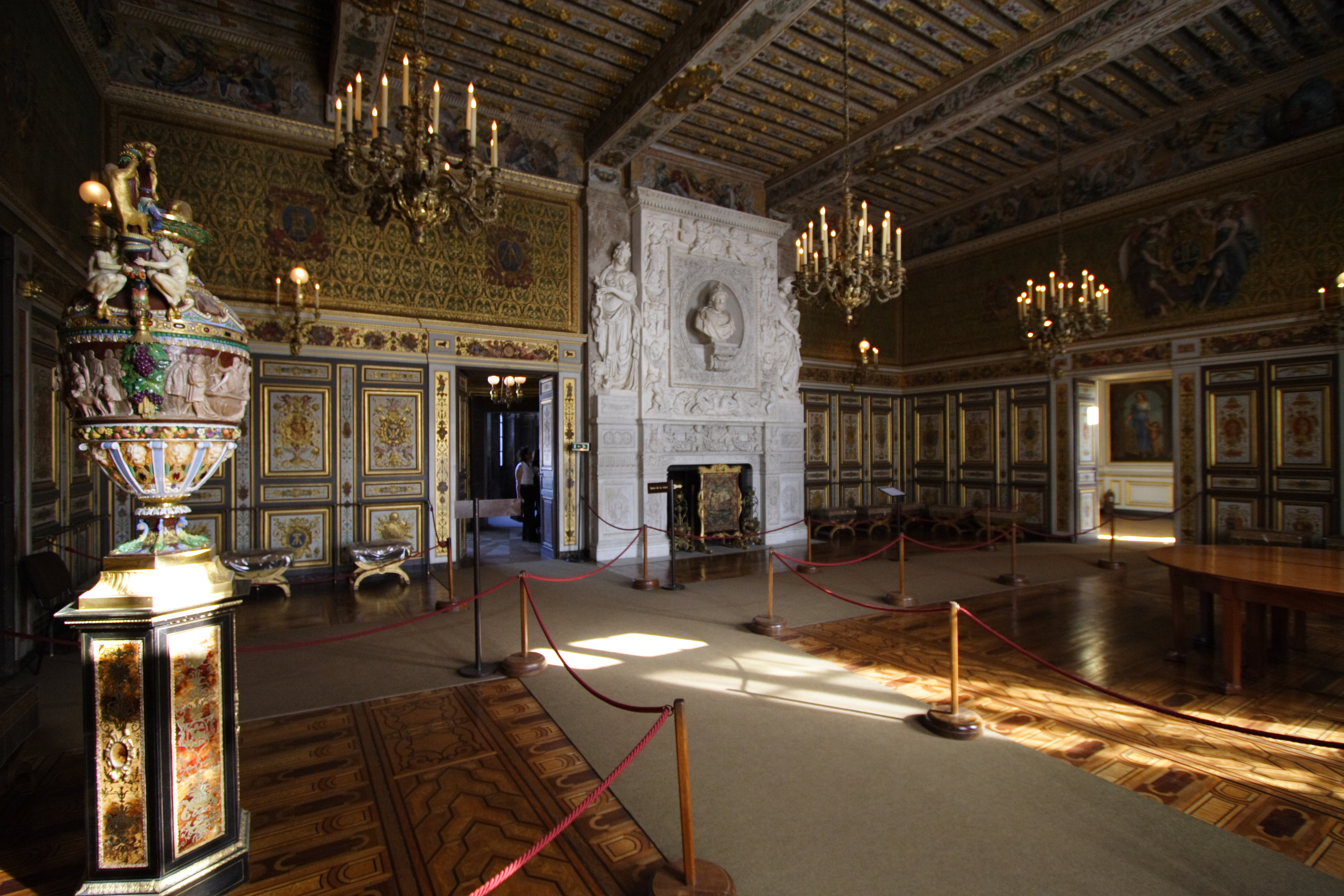
Saló de Gardes

La sala de ball té una superfície que supera els 300 m². En el seu origen era una senzilla lògia que s'obria sobre el pati oval. Enric II decideix transformar-la en una gran sala de recepció i de pompa per organitzar-hi les festes reials. En el moment de les festes, la taula d'honor era aixecada sobre cavallets prop de la gran xemeneia. Una vegada el banquet s'havia acabat, es desaven les taules per ballar. Les pintures que decoren la sala s'inspiren en la mitologia grecoromana: una representa l'episodi de la poma de la discòrdia. Es troben igualment temes vinculats a la festa (musica, etc.). També s'hi realitzaven balls emmascarats extravagants: s'havia pogut veure Francesc I disfressat de centaure.

### El parc
El parc de Fontainebleau s'estén sobre 115 hectàrees. Enric IV va fer cavar el Gran Canal entre 1606 i 1609. Mesura 1,2 km de longitud. S'hi podia passejar en vaixell i Lluís XIII hi va fer navegar una galera. És alimentat per diversos aqüeductes establerts al segle xvi. Al segle xvii, el jardiner André Le Nôtre hi afegeix un parterre.